# Требихава
Требихава (слч. Trebichava) насељено је мјесто са административним статусом сеоске општине (слч. obec) у округу Бановце на Бебрави, у Тренчинском крају, Словачка Република.

## Становништво
| Година:    | 1994. | 2004.    | 2014.   | 2024.   |
| ---------- | ----- | -------- | ------- | ------- |
| Број људи: | 65    | 38       | 39      | 36      |
| Разлика:   |       | -41,53 % | +2,63 % | -7,69 % |

| Година:    | 2023. | 2024. |
| ---------- | ----- | ----- |
| Број људи: | 36    | 36    |
| Разлика:   |       | +0 %  |

Према подацима о броју становника из 2011. године насеље је имало 43 становника.